# Championnat d'Europe de rugby à sept
Ne doit pas être confondu avec championnat d'Europe féminin de rugby à sept.
Le championnat d'Europe de rugby à sept est une compétition européenne annuelle de rugby à sept. Créé en 2002, il est autrefois connu sous le nom FIRA European Seven's, puis Seven's Grand Prix Series de 2010 à 2019. À partir de 2021, la première division est désignée en tant que Rugby Europe Sevens Championship Series
La compétition est ouverte à toutes les fédérations reconnues par le Rugby Europe (anciennement FIRA : Fédération internationale de rugby amateur) mais sous forme d'un championnat opposant les douze meilleures équipes nationales. La première édition se déroule en 2002 dont l'équipe nationale du Portugal sort vainqueur.
Seules cinq nations figurent au palmarès du Seven's Grand Prix Series : le Portugal, victorieux en 2002, 2003, 2004, 2005, 2006, 2008, 2010 et 2011 compte huit titres, la France, en 2014, 2015 et 2024, compte trois victoires, la Russie en 2007 et en 2009 et l'Angleterre en 2012 et 2013 ont chacune remporté la compétition deux fois, et l'Irlande une fois en 2018.

## Historique

### Les débuts 2002-2010

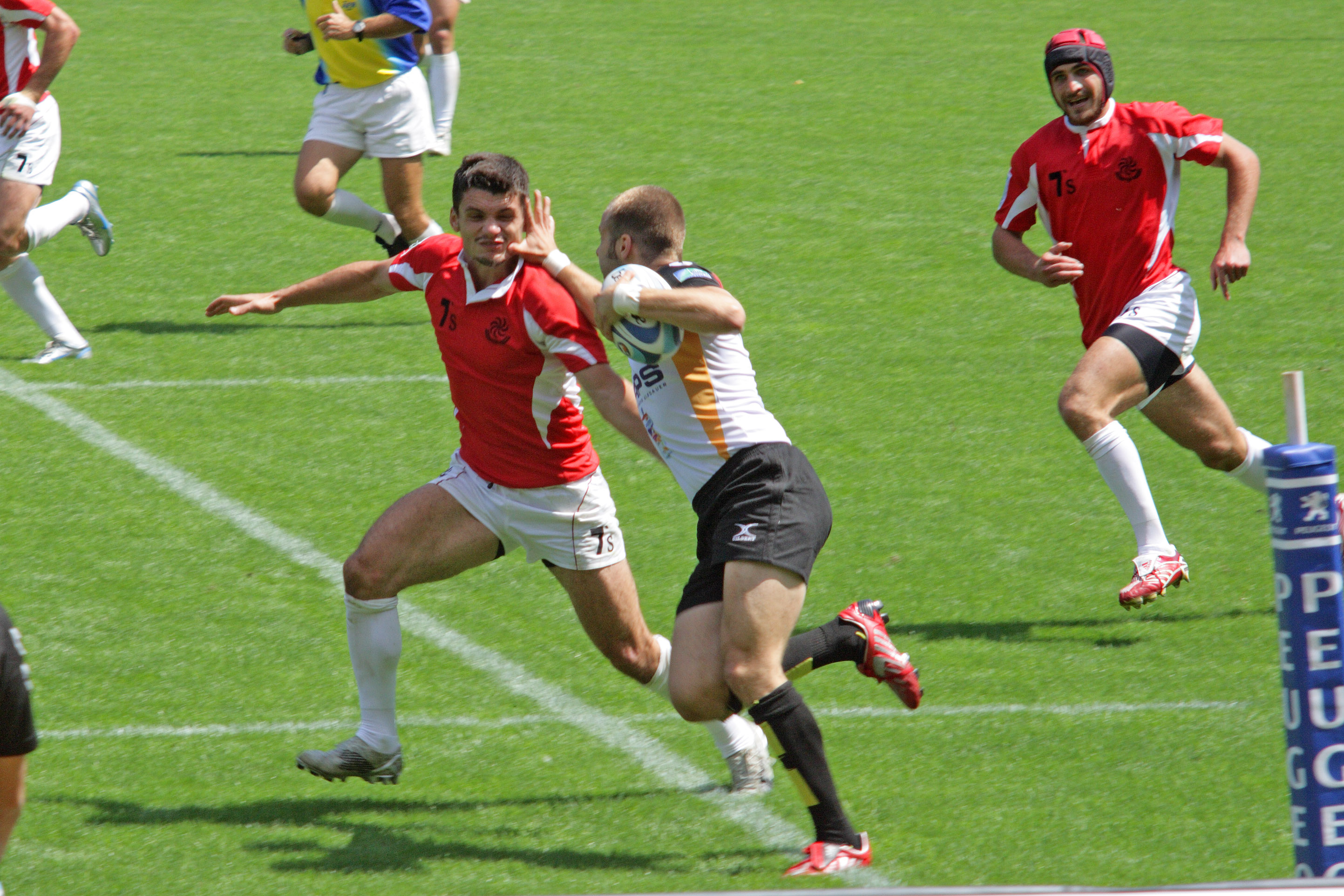
Match de poule entre l'Allemagne et la Géorgie lors la phase finale à Hanovre en 2008.

Pour la première édition du Seven's Grand Prix Series, la compétition devait compter au départ onze étapes qualificatives et un tournoi final. Toutefois, les étapes de Croatie, Géorgie, Israël, Prague, Copenhague et du Portugal ont été annulées. Seuls cinq tournois qualificatifs ont été joués : Lunel, Amsterdam, Budapest, Madrid et Sopot. La finale s'est déroulé à Heidelberg en Allemagne avec les douze équipes les mieux classées. Elle est remportée par l’équipe du Portugal qui s'impose face à l'équipe de Géorgie en finale par 24 à 14.

### Réforme de 2011
En 2011, le format de la compétition change, les douze meilleurs nations se rencontrent sur plusieurs tournois, suivant le modèle de la série mondiale. Trois divisions sont créés et la compétition fonctionne par un système de promotion relégation, la division principale, la division A et la division B. Le nom lui aussi change, passant du FIRA European Seven's au Seven's Grand Prix Series. Cette nouvelle formule est remportée une huitième fois par l'équipe du Portugal.
La treizième édition voit l'équipe de France remporter la première fois de son histoire la compétition (devant l'Écosse et l'Angleterre) après avoir gagné la première et dernière étape et terminer avant dernière lors de la deuxième épreuve à Moscou en 2014 
Le Comité international olympique intègre le rugby à sept officiellement le 9 octobre 2009 parmi les sports présents aux Jeux olympiques d'été et ce à compter des Jeux de Rio. Ainsi, le Seven's Grand Prix Series devient pour la première fois un tournoi qualificatif où une seule équipe européenne peut-être qualifiée directement pour les Jeux Olympiques.
L'équipe de France de rugby à sept remporte le Seven's Grand Prix Series 2015. Elle est sacrée championne d'Europe pour la deuxième fois consécutive. Elle se qualifie directement pour les JO de Rio et réalise le grand chelem en remportant 18 victoires sur 18. La Roumanie est reléguée.
Après deux années divisés en conférence nord et sud, la division B se divise en conférence 1 et 2 en 2015.

### Annulation en 2020 et reprise
En 2020, la compétition est annulée à cause de la pandémie de Covid-19. La compétition revient en 2021, et change de nom. Afin de s'aligner sur ce qui se fait en rugby à XV, la compétition est renommée Sevens Championship Series, tandis que les divisions inférieures conservent leur nom de Trophy et Conference. La France, l'Irlande, l'Ecosse, le pays de Galles et l'Angleterre ne participent pas à cette reprise.

## Identité

Évolution du logo
Logo des Seven's Grand Prix Series.
Logo des Sevens Championship Series depuis 2021.

## Tournois

### Tournois actuels
| Évènement | Lieu            | Ville  | Affilié | Vainqueur |
| --------- | --------------- | ------ | ------- | --------- |
| Russie    | Stade Loujniki  | Moscou | 2014    | France    |
| Pologne   | Stadion Miejski | Łódź   | 2017    | Allemagne |

### Tournois passés

#### FIRA European Sevens
| Tournoi            | 2002       | 2003       | 2004              | 2005     | 2006     | 2007       | 2008     | 2009    | 2010     |
| ------------------ | ---------- | ---------- | ----------------- | -------- | -------- | ---------- | -------- | ------- | -------- |
| Andorre            | -          | -          | -                 | Andorre  | -        | -          | -        | -       | -        |
| Allemagne          | Heidelberg | Heidelberg | -                 | -        | -        | Heidelberg | Hanovre  | Hanovre | -        |
| Chypre             | -          | -          | -                 | -        | -        | -          | -        | -       | Paphos   |
| Croatie            | -          | Makarska   | Split             | Split    | Split    | Zagreb     | Zagreb   | Split   | Split    |
| Danemark           | -          | -          | -                 | -        | -        | -          | Odense   | -       | Odense   |
| Espagne            | Madrid     | Madrid     | Palma de Mallorca | -        | Madrid   | -          | -        | -       | -        |
| France             | Lunel      | Lunel      | Lunel             | Lunel    | Lunel    | Lunel      | -        | -       | -        |
| Hongrie            | Budapest   | Budapest   | -                 | -        | Budapest | -          | -        | -       | -        |
| Géorgie            | -          | Tbilissi   | Tbilissi          | Tbilissi | Tbilissi | Tbilissi   | Tbilissi | -       | -        |
| Grèce              | -          | -          | -                 | -        | -        | -          | Corfou   | Athènes | -        |
| Pays-Bas           | Amsterdam  | Amsterdam  | -                 | -        | -        | Amsterdam  | -        | -       | -        |
| Pologne            | Sopot      | Sopot      | Sopot             | Sopot    | Sopot    | Sopot      | Sopot    | Sopot   | Sopot    |
| Portugal           | -          | Lisbonne   | -                 | -        | -        | -          | -        | -       | -        |
| République tchèque | -          | Prague     | -                 | -        | -        | -          | Ostrava  | Ostrava | -        |
| Roumanie           | -          | -          | -                 | -        | -        | -          | -        | -       | Bucarest |
| Russie             | -          | -          | Moscou            | Moscou   | Moscou   | Moscou     | Moscou   | Moscou  | Moscou   |
| Ukraine            | -          | -          | Kiev              | -        | -        | -          | -        | Odessa  | Odessa   |

#### Sevens Grand Prix Series
| Tournoi    | 2011      | 2012   | 2013     | 2014       | 2015   | 2016   | 2017        | 2018       | 2019   | 2021     |
| ---------- | --------- | ------ | -------- | ---------- | ------ | ------ | ----------- | ---------- | ------ | -------- |
| Angleterre | -         | -      | -        | Manchester | Exeter | Exeter | Exeter      | Exeter     | -      | -        |
| Danemark   | -         | Odense | -        | -          | -      | -      | -           | -          | -      | -        |
| Espagne    | Barcelone | -      | -        | -          | -      | -      | -           | -          | -      | -        |
| France     | Lyon      | Lyon   | Lyon     | Lyon       | Lyon   | -      | Clermont-Fd | Marcoussis | -      | -        |
| Pologne    | -         | -      | -        | -          | -      | Gdynia | Lodz        | Lodz       | Lodz   |          |
| Portugal   | -         | -      | -        | -          | -      | -      | -           | -          | -      | Lisbonne |
| Roumanie   | Bucarest  | -      | Bucarest | Bucarest   | -      | -      | -           | -          | -      | -        |
| Russie     | Moscou    | Moscou | -        | Moscou     | Moscou | Moscou | Moscou      | Moscou     | Moscou | Moscou   |

## Format
Le Seven's Grand Prix Series est constitué de quatre divisions qui s'articulent entre elles par un système de promotions relégations. Il se compose de la division principale, la division A (ou Trophy), la division B en conférence 1 et 2. Chaque division se dispute sur un ou plusieurs tournois.

## Palmarès

### Division principale

#### Palmarès FIRA European Sevens
| Année | Champion | Deuxième       | Troisième | Quatrième |
| ----- | -------- | -------------- | --------- | --------- |
| 2002  | Portugal | Géorgie        | Allemagne | France    |
| 2003  | Portugal | France         | Géorgie   | Allemagne |
| 2004  | Portugal | Italie         | Irlande   | Écosse    |
| 2005  | Portugal | Russie         | Italie    | France    |
| 2006  | Portugal | Russie         | Italie    | France    |
| 2007  | Russie   | France         | Moldavie  | Espagne   |
| 2008  | Portugal | Pays de Galles | Géorgie   | Irlande   |
| 2009  | Russie   | France         | Italie    | Espagne   |
| 2010  | Portugal | France         | Russie    | Espagne   |

#### Palmarès Grand Prix Series
| Année | Champion   | Deuxième   | Troisième  | Quatrième        |
| ----- | ---------- | ---------- | ---------- | ---------------- |
| 2011  | Portugal   | Angleterre | Espagne    | Russie           |
| 2012  | Angleterre | Portugal   | France     | Espagne          |
| 2013  | Angleterre | France     | Russie     | Portugal         |
| 2014  | France     | Écosse     | Angleterre | Russie           |
| 2015  | France     | Espagne    | Angleterre | Russie Allemagne |
| 2016  | Russie     | France     | Espagne    | Allemagne        |
| 2017  | Russie     | Irlande    | Espagne    | Pays de Galles   |
| 2018  | Irlande    | Allemagne  | Russie     | Angleterre       |
| 2019  | Allemagne  | France     | Irlande    | Espagne          |

#### Palmarès Sevens Championship Series
| Année | Champion | Deuxième  | Troisième | Quatrième       |
| ----- | -------- | --------- | --------- | --------------- |
| 2021  | Espagne  | Allemagne | Russie    | Lituanie        |
| 2022  | Espagne  | Allemagne | France    | Belgique        |
| 2023  | Irlande  | France    | Espagne   | Grande-Bretagne |
| 2024  | France   | Irlande   | Allemagne | Portugal        |
| 2025  | France   | Espagne   | Italie    | Belgique        |

#### Bilan par équipe
L'équipe du Portugal a remporté huit fois la compétition européenne de rugby organisée par la FIRA puis par Rugby Europe. Lors de la saison 2010/2011, le format change pour devenir le Seven's Grand Prix Séries, sur le modèle du circuit international organisé par World Rugby.
| Rang | Pays            | Victoires | Deuxièmes | Troisièmes | Quatrièmes |
| ---- | --------------- | --------- | --------- | ---------- | ---------- |
| 1    | Portugal        | 8         | 1         | 0          | 2          |
| 2    | Russie          | 4         | 2         | 4          | 3          |
| 3    | France          | 3         | 8         | 3          | 3          |
| 4    | Espagne         | 2         | 1         | 4          | 5          |
| 5    | Angleterre      | 2         | 1         | 2          | 1          |
| 6    | Irlande         | 2         | 2         | 2          | 1          |
| 7    | Allemagne       | 1         | 2         | 3          | 2          |
| 8    | Italie          | 0         | 1         | 3          | 0          |
| 9    | Géorgie         | 0         | 1         | 2          | 0          |
| 10   | Écosse          | 0         | 1         | 0          | 1          |
| 10   | Pays de Galles  | 0         | 1         | 0          | 1          |
| 12   | Moldavie        | 0         | 0         | 1          | 0          |
| 13   | Lituanie        | 0         | 0         | 0          | 1          |
| 14   | Belgique        | 0         | 0         | 0          | 1          |
| 15   | Grande-Bretagne | 0         | 0         | 0          | 1          |

| Pays               | 2017, | 2018, | 2019, | 2021, |
| ------------------ | ----- | ----- | ----- | ----- |
| Russie             | 1     | 3     | 10    | 3     |
| Irlande            | 2     | 1     | 3     |       |
| Espagne            | 3     | 9     | 4     | 1     |
| Pays de Galles     | 4     | 8     | 5     |       |
| Allemagne          | 5     | 2     | 1     | 2     |
| France             | 6     | 6     | 2     |       |
| Géorgie            | 7     | 10    | 9     | 5     |
| Portugal           | 8     | 5     | 8     | 6     |
| Angleterre         | 9     | 4     | 7     |       |
| Italie             | 10    | 7     | 6     | 7     |
| Belgique           | 11    | 14    | 15    | 10    |
| Pologne            | 12    | 12    | 11    | 8     |
| Suède              | 13    | 11    | 18    | 12    |
| Roumanie           | 14    | 13    | 12    | 14    |
| Luxembourg         | 15    | 18    | 20    | 17    |
| Ukraine            | 16    | 20    | 14    | 11    |
| Lituanie           | 17    | 15    | 13    | 4     |
| Croatie            | 18    | 21    | 16    | 16    |
| Israël             | 19    | 17    | 19    | 13    |
| Chypre             | 20    | 24    | 33    |       |
| Danemark           | 21    | 16    | 21    | 19    |
| Lettonie           | 22    | 19    | 22    | 15    |
| Moldavie           | 23    | 27    | 27    | 23    |
| Tchéquie           | 24    | 25    | 17    | 9     |
| Hongrie            | 25    | 23    | 25    | 18    |
| Bulgarie           | 26    | 22    | 23    | 21    |
| Slovaquie          | 27    | 33    | 38    |       |
| Malte              | 28    |       |       |       |
| Serbie             | 29    | 28    | 35    | 26    |
| Norvège            | 30    | 35    | 31    |       |
| Bosnie-Herzégovine | 31    | 26    | 24    |       |
| Turquie            | 32    | 29    | 26    | 20    |
| Monaco             | 33    | 31    | 32    | 22    |
| Slovénie           | 34    | 30    | 40    | 28    |
| Monténégro         | 35    | 36    | 36    | 27    |
| Bourgas            | 36    |       |       |       |
| Saint-Pétersbourg  | 37    | 37    |       |       |
| Autriche           | 38    | 32    | 34    | 24    |
| Finlande           | 39    | 34    | 30    |       |
| Estonie            | 40    | 43    |       |       |
| Liechtenstein      | 41    | 40    | 39    |       |
| Biélorussie        | 42    | 42    |       |       |
| Saint-Marin        | 43    |       |       | 29    |
| Islande            | 44    | 41    |       |       |
| Suisse             |       | 38    | 28    |       |
| Andorre            |       | 39    | 37    | 25    |
| Pays-Bas           |       |       | 29    |       |

### Divisions inférieures

#### Division A (Trophy)
- 2011 :  Allemagne
- 2012 :  Roumanie
- 2013 :  Belgique
- 2014 :  Lituanie
- 2015 :  Pologne
- 2016 :  Irlande
- 2017 :  Suède
- 2018 :  Roumanie
- 2019 :  Lituanie
- 2020 : Annulé.
- 2021 :  Tchéquie
- 2022 :  Irlande
- 2023 :  Ukraine

#### Division B

##### Conférence 1
- 2011 :  Serbie
- 2012 :  Croatie
- 2013 :
  - Nord :  Lettonie
  - Sud :  Monaco
- 2014 :
  - Nord :  Tchéquie 
  - Sud :  Hongrie
- 2015 :  Irlande
- 2016 :  Croatie
- 2017 :  Hongrie
- 2018 :  Tchéquie
- 2019 :  Hongrie
- 2020 : Annulé.
- 2021 :  Bulgarie
- 2022 :  Suisse
- 2022 :  Turquie

##### Conférence 2
- 2015 :  Irlande
- 2016 :  Malte
- 2017 :  Autriche
- 2018 :  Suisse
- 2019 : Annulé.
- 2020 : Annulé.
- 2021 : Annulé.
- 2022 :  Malte
- 2023 :  Saint-Marin

## Règles classement général
Le classement de la saison est déterminé par les points gagnés à chaque tournoi . 
- Cup :
  - Vainqueur (1er du tournoi) : 20 points
  - Finaliste : 18 points
  - Troisième : 16 points
  - Quatrième : 14 points

- Plate :
  - Vainqueur (5e) : 12 points
  - Finaliste : 10 points
  - Septième : 8 points
  - Huitième : 6 points

- Bowl :
  - Vainqueur (9e) : 4 points
  - Finaliste : 3 points
  - Onzième : 2 points
  - Douzième : 1 point

Si deux ou plusieurs équipes sont à égalité à la fin de la saison on les départage selon les règles suivantes :
1. La différence de points marqués et reçus durant la saison,
2. Le nombre d'essai durant la saison,
3. S'il n'y a toujours pas de différence, les équipes seront départagées par un tirage au sort.

## Couverture par les médias et spectateurs

### Couverture télévisuelle
Les matchs peuvent être suivis en direct sur Dailymotion qui les diffuse via le compte de la Rugby Europe.
Eurosport 2 (diffuseur officiel), Berugbe[réf. nécessaire]